# Butmark
Butmark är ett öländskt namn på blockmark, där inlandsisen ur kalkstenshällen brutit loss större skarpkantiga block, "butar", som täcker den fasta hällen eller moränlagret.